# Liste der Kellergassen in Zistersdorf
Die Liste der Kellergassen in Zistersdorf führt die Kellergassen in der niederösterreichischen Gemeinde Zistersdorf an.
| Foto |                 | Kellergasse                | Standort                         | Beschreibung |
| ---- | --------------- | -------------------------- | -------------------------------- | --- |
| BW   | Datei hochladen | Hintaus                    | KG: Blumenthal Standort          | Die einseitige Einzelkellergasse liegt an einer Geländekante im Hintaus. Auf 200 Metern Länge befinden sich 23 Gebäude, davon 20 traditionelle Keller. Die Keller sind überwiegend in Schildmauerform; etwa die Hälfte ist erneuerungsbedürftig oder verfallen. Die älteste Datierung ist von 1889. |
| BW   | Datei hochladen |                            | KG: Eichhorn Standort            | Die einseitige Einzelkellergasse liegt an einer Geländekante am Ortsrand. Auf 200 Metern Länge befinden sich 14 Gebäude, davon zwölf traditionelle, mehrheitlich giebelständige Keller. Knapp die Hälfte der Keller ist erneuerungsbedürftig. Die älteste Datierung ist von 1901. |
| ja   | Datei hochladen | Hausberg                   | KG: Gaiselberg Standort          | Das Kellergassensystem liegt am südlichen Ortsrand. Es umfasst mehrere in Hanglage östlich des Hausbergs übereinanderliegende lose Kellerreihen, eine beidseitige Kellergasse an der südlichen Ortsausfahrt, und einige östlich davon in der Ebene befindliche Keller. Insgesamt befinden sich auf 1000 Metern Länge 87 Gebäude, davon vier Um- oder Neubauten. Die Hälfte der Keller ist traufständig. Zwei Fünftel der Keller sind erneuerungsbedürftig. Die älteste Datierung ist von 1850. |
| BW   | Datei hochladen | Göstingbach                | KG: Gösting Standort             | Die einseitige Einzelkellergasse liegt in Hanglage am nordöstlichen Ortsrand. Auf 200 Metern Länge befinden sich 18 Gebäude, davon 14 traditionelle Keller. Die Keller sind mehrheitlich giebelständig und erneuerungsbedürftig. Die älteste Datierung ist von 1815. |
| BW   | Datei hochladen | Nördliches Hintaus         | KG: Gösting Standort             | Die einseitige Einzelkellergasse liegt in Hanglage im nördlichen Hintaus. Auf 100 Metern Länge befinden sich acht Gebäude, davon sechs traditionelle Keller (mehrheitlich traufständig), ein Um- oder Neubau, und ein Wohngebäude. Die Hälfte der Keller ist erneuerungsbedürftig. Die älteste Datierung ist von 1888. |
| BW   | Datei hochladen | Südliches Hintaus          | KG: Gösting Standort             | Das Kellergassensystem befindet sich in Hanglage im südöstlichen Hintaus. Auf insgesamt 100 Metern Länge befinden sich 17 Gebäude: elf traditionelle Keller, fünf Um- oder Neubauten – vorwiegend mit Wohnnutzung, und ein Gebäude mit sonstiger Nutzung. Die Keller sind mehrheitlich giebelständig und erneuerungsbedürftig. Die älteste Datierung ist von 1835. Knapp 100 Meter westlich davon befinden sich in einem Graben einige wenige weitere Keller.                                  |
| BW   | Datei hochladen | Feldgasse                  | KG: Groß-Inzersdorf Standort     | Die beidseitige Einzelkellergasse liegt in einem Graben am südöstlichen Ortsrand. Auf 100 Metern Länge befinden sich 20 Keller, davon fünf Um- oder Neubauten, in unterschiedlichen Bauformen. Die Hälfte der Keller ist erneuerungsbedürftig. |
| BW   | Datei hochladen | Loidesthaler Straße        | KG: Groß-Inzersdorf Standort     | Die beidseitige Einzelkellergasse liegt in einem Graben am südlichen Ortsrand. Auf 150 Metern Länge befinden sich 17 Keller, davon ein Um- oder Neubau. Die Keller sind mehrheitlich in Schildmauerform und überwiegend erneuerungsbedürftig oder verfallen. Die älteste Datierung ist von 1905. |
| BW   | Datei hochladen | Totenweg                   | KG: Groß-Inzersdorf Standort     | Die beidseitige Einzelkellergasse liegt in einem Graben hinter dem Friedhof am nördlichen Ortsrand. Auf 100 Metern Länge befinden sich 18 Keller in unterschiedlichen Bauformen. Etwa die Hälfte der Keller ist erneuerungsbedürftig. Die älteste Datierung ist von 1887. |
| ja   | Datei hochladen | Bei der Kirche             | KG: Loidesthal Standort          | Die einseitige Einzelkellergasse liegt in Hanglage am nördlichen Ortsrand. Auf 150 Metern Länge befinden sich zwölf Keller. Die Keller sind teils in Schildmauerform, teils traufständig. Mehr als die Hälfte der Keller ist erneuerungsbedürftig. |
| BW   | Datei hochladen | Bei der Winterzeile        | KG: Loidesthal Standort          | Die einseitige Einzelkellergasse liegt in einem Graben am südwestlichen Ortsrand. Auf 200 Metern Länge befinden sich 17 Keller, überwiegend in Schildmauerform. Die Hälfte der Keller ist erneuerungsbedürftig oder verfallen. |
| BW   | Datei hochladen | Bindergasserl              | KG: Loidesthal Standort          | Die einseitige Einzelkellergasse liegt in einem Graben am nördlichen Ortsrand. Auf 120 Metern Länge befinden sich 16 Gebäude, davon zwei Um- oder Neubauten. Die Keller sind teils in Schildmauerform, teils traufständig. Mehr als die Hälfte der Keller ist erneuerungsbedürftig. Die älteste Datierung ist von 1898. |
| ja   | Datei hochladen | Hauptstraße, Kellergasse   | KG: Loidesthal Standort          | Das beidseitige Kellergassensystem liegt in Grabenlage an der südöstlichen Ortsausfahrt (Hauptstraße) und der parallel verlaufenden Kellergasse. Auf insgesamt 350 Metern Länge befinden sich 45 Gebäude, davon fünf Um- oder Neubauten. Die Keller sind mehrheitlich in Schildmauerform, die Hälfte ist erneuerungsbedürftig. Die älteste Datierung ist von 1859. |
| BW   | Datei hochladen | Kirchenstraße              | KG: Loidesthal Standort          | Die einseitige Einzelkellergasse liegt an einer Geländekante im nördlichen Hintaus. Auf 200 Metern Länge befinden sich 17 Gebäude, davon vier Um- oder Neubauten. Die Keller sind mehrheitlich traufständig, zwei Drittel sind erneuerungsbedürftig. Die älteste Datierung ist von 1888. |
| BW   | Datei hochladen | Klause                     | KG: Loidesthal Standort          | Die einseitige Einzelkellergasse liegt in einem Graben am nördlichen Ortsrand. Auf 150 Metern befinden sich 22 Gebäude, davon fünf Um- oder Neubauten. Die Keller sind mehrheitlich in Schildmauerform, ein Drittel ist erneuerungsbedürftig. Die älteste Datierung ist von 1903. |
| BW   | Datei hochladen | Verlängerung Lussweg       | KG: Loidesthal Standort          | Die beidseitige Einzelkellergasse liegt in einem Graben nordöstlich knapp außerhalb des Orts. Auf 150 Metern Länge befinden sich 20 Keller. Die Keller sind mehrheitlich in Schildmauerform und erneuerungsbedürftig oder verfallen. |
| BW   | Datei hochladen | Berikeller                 | KG: Maustrenk Standort           | Das Kellergassensystem liegt in Hanglage am nordöstlichen Ortsrand und besteht aus vier übereinanderliegenden Kellerreihen. Auf einer Fläche von etwa 250 mal 100 Metern befinden sich 87 Gebäude, davon zwei Um- oder Neubauten. Zwei Fünftel der Keller sind in Schildmauerform, zwei Fünftel giebelständig, ein Fünftel traufständig. Ein Drittel der Keller ist erneuerungsbedürftig. Die älteste Datierung ist von 1871.                                                                  |
| BW   | Datei hochladen | Hintaus                    | KG: Maustrenk Standort           | Die einseitige Einzelkellergasse liegt an einer Geländekante im westlichen Hintaus. Auf 150 Metern Länge befinden sich neun Keller in Schildmauerform, mehrheitlich erneuerungsbedürftig. |
| BW   | Datei hochladen | Prinzenweg                 | KG: Maustrenk Standort           | Das einseitige Einzelkellergassensystem liegt in einem breiten Graben am nördlichen Ortsrand. Auf 200 Metern Länge befinden sich 26 Gebäude, etwa die Hälfte davon in Schildmauerform. Rund ein Viertel der Keller ist erneuerungsbedürftig. |
| BW   | Datei hochladen | Riegel                     | KG: Maustrenk Standort           | Die beidseitige Einzelkellergasse liegt in einem Graben am südlichen Ortsrand. Auf 250 Metern Länge befinden sich 34 Keller, überwiegend in Schildmauerform. Ein Drittel der Keller ist erneuerungsbedürftig oder verfallen. Die älteste Datierung ist von 1903. |
| BW   | Datei hochladen | Steingraben                | KG: Maustrenk Standort           | Die einseitige Einzelkellergasse liegt in einem Graben südöstlich knapp außerhalb des Orts. Auf 570 Metern Länge befinden sich 52 Keller, davon zwei Um- oder Neubauten. Zwei Fünftel der Keller sind in Schildmauerform, zwei Fünftel giebelständig, ein Fünftel traufständig. Ein Drittel der Keller ist erneuerungsbedürftig. Die älteste Datierung ist von 1884. |
| BW   | Datei hochladen |                            | KG: Windisch Baumgarten Standort | Das einseitige Kellergassensystem liegt in Hanglage am nordöstlichen Ortsrand. Auf 150 Metern Länge befinden sich 23 Keller, davon drei Um- oder Neubauten und eine Scheune. Die Mehrheit der Keller ist giebelständig und erneuerungsbedürftig. |
| ja   | Datei hochladen | Iselberggasse, Stadtgraben | KG: Zistersdorf Standort         | Das Kellergassensystem liegt im Ort, in Hanglage am nordöstlichen Rand der Altstadt. Auf 140 Metern Länge befinden sich 16 Keller, die Mehrheit davon traufständig. Die Hälfte der Keller ist erneuerungsbedürftig. |
| ja   | Datei hochladen | Schießstätte               | KG: Zistersdorf Standort         | Die einseitige Einzelkellergasse liegt an einer Geländekante am südöstlichen Ortsrand. Auf 100 Metern Länge befinden sich 18 Gebäude, davon zwei Um- oder Neubauten und ein Neubau. Die Keller sind mehrheitlich in Schildmauerform, mehr als ein Drittel ist erneuerungsbedürftig. |
| ja   | Datei hochladen | Schlossberggasse           | KG: Zistersdorf Standort         | Die einseitige Einzelkellergasse liegt an einer Geländekante im Ort, nordwestlich vom Schloss. Auf 120 Metern Länge befinden sich zwölf Gebäude, davon zwei Um- oder Neubauten. Die Keller sind mehrheitlich in Schildmauerform und erneuerungsbedürftig. |

| Foto:                    | Fotografie der Kellergasse (Gesamtheit). Klicken des Fotos erzeugt eine vergrößerte Ansicht. Daneben finden sich zwei Symbole: \| Weitere Bilder vorhanden \| Das Symbol bedeutet, dass weitere Fotos des Objekts verfügbar sind. Durch Klicken des Symbols werden sie angezeigt. \| \| Eigenes Foto hochladen \| Durch Klicken des Symbols können weitere Fotos des Objekts in das Medienarchiv Wikimedia Commons hochgeladen werden. \| |
| Name:                    | Bezeichnung der Kellergasse |
| Standort:                | Es ist die Katastralgemeinde (KG) angegeben. Durch Aufruf des Links Standort wird die Lage der Kellergasse in verschiedenen Kartenprojekten angezeigt. |
| Beschreibung             | Kurze Beschreibung der Kellergasse |
| Weitere Bilder vorhanden | Das Symbol bedeutet, dass weitere Fotos des Objekts verfügbar sind. Durch Klicken des Symbols werden sie angezeigt. |
| Eigenes Foto hochladen   | Durch Klicken des Symbols können weitere Fotos des Objekts in das Medienarchiv Wikimedia Commons hochgeladen werden. |